# Date limite de consommation
Pour les articles homonymes, voir DLC.
 (décembre 2023).

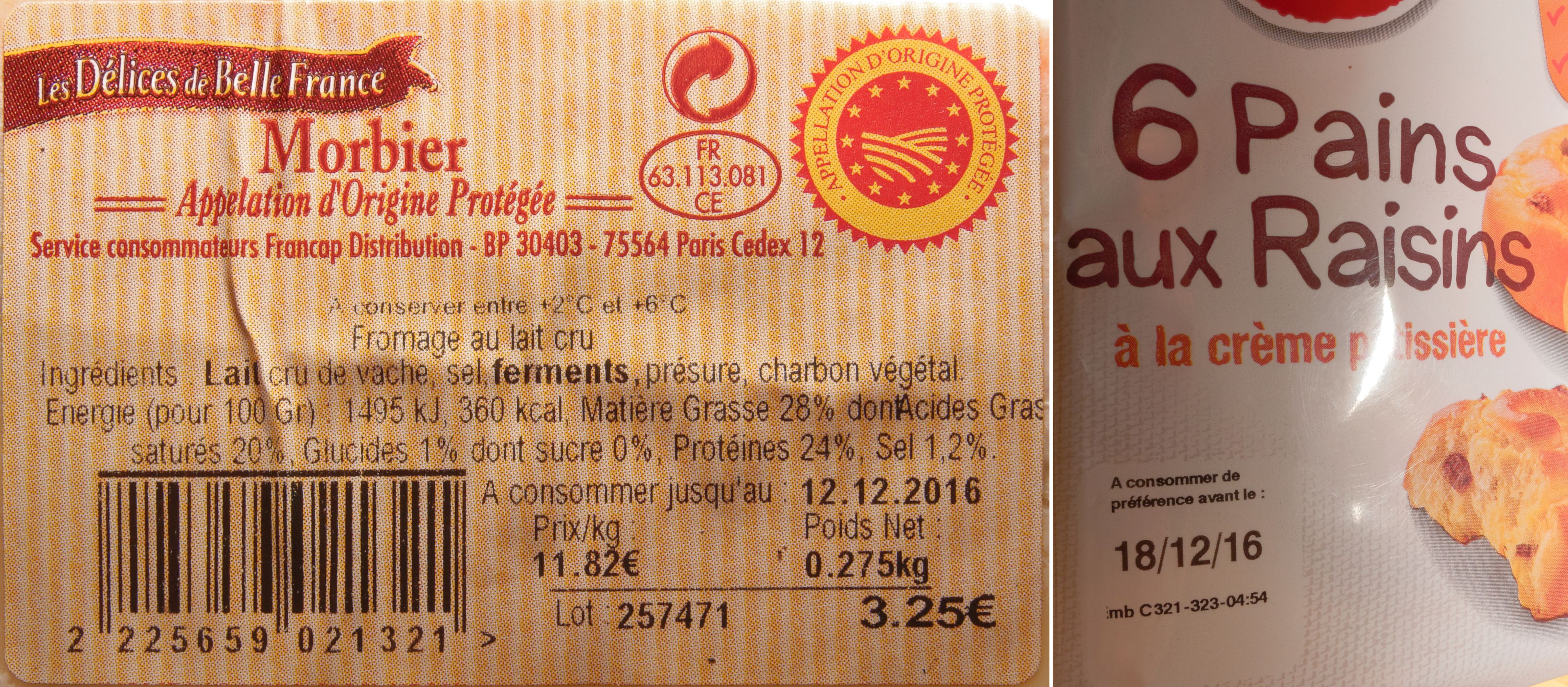
À gauche : fromage avec une date limite de consommation (DLC) mentionnée : "À consommer jusqu'au". À droite : paquet de pain avec une date de durabilité minimale (DDM) mentionnée : "À consommer de préférence avant".

La date de péremption, appelée date limite de consommation (DLC) en France et date limite de conservation (DLC) au Canada,  est une date figurant sur les denrées alimentaires microbiologiquement périssables susceptibles, après une courte période et d'après les établissements publics, de présenter un danger immédiat pour la santé humaine. Elle est déterminée par le producteur ou le transformateur sauf pour quelques produits pour lesquels elle est fixée par la réglementation. Elle n'est valable que si les denrées ont été conservées à une température inférieure ou égale à celle indiquée sur l'emballage. Elle est obligatoire pour les denrées rapidement périssables : lait, viande découpée ou hachée en barquette, charcuterie non sèche, plats cuisinés frais...

## Histoire
En France, c'est en 1959 que le groupe succursaliste de distribution Casino indique la date limite de vente en clair sur les emballages de certains produits alimentaires. Ce procédé remplace le système de quantième mis en place en 1928. Mais ce n'est qu'en 1984 que le législateur français impose la date limite de consommation sur tous les produits alimentaires périssables.
En Suisse, c'est en 1967 déjà que le groupe de supermarchés Migros (chef de file helvétique de la distribution) crée Migros Data en indiquant sur ses produits une date limite de vente et de consommation.
Au Canada, c'est en 1988 que la loi fut modifiée afin de rendre obligatoire l'affichage de la date limite de conservation pour tous les produits périssables de 90 jours et moins.

## Référence juridique
Le texte de référence en France est l'article R. 112-25 du Code de la consommation. Sa base légale est l'article L. 214-1 du Code de la consommation. Les sanctions sont prévues à l'article L. 214-2 du même Code : il s'agit d'une contravention de 3e classe (450 €) par produit mis en vente.
Le texte juridique au Canada est le Règlement sur les aliments et drogues (Codification des règlements du Canada, ch. 870), article B.01.007.

## Application pratique
En France, la DLC s'exprime sur les conditionnements par la mention « à consommer jusqu'au » suivie de l'indication du jour et du mois. Au Canada, la DLC s'exprime par la mention  « meilleur avant » / « best before » et doit être affichée dans les deux langues officielles.
En France, le produit ne peut être vendu au-delà de la DLC. Cependant, de nombreux commerces retirent de la vente des produits deux ou trois jours avant la DLC et les jettent. Bien que certains redonnent ces produits aux associations caritatives, d'autres (notamment en 2012 en France les petits supermarchés) les jettent voire les rendent impropres à la consommation (en les aspergeant d'eau de Javel).
Dès que la DLC est atteinte, le produit est considéré administrativement comme « impropre à la consommation » et doit être retiré de la vente. Certaines bactéries potentiellement pathogènes peuvent en effet s'y développer, dépassant le seuil admissible, ceci particulièrement dans les produits dépourvus d'emballage hermétique et ayant subi un procédé d'anéantissement du microbiote comme la pasteurisation ou la stérilisation. Les établissements publics édictent que consommer certains produits ayant dépassé la DLC peut présenter des risques pour la santé. Cependant, sur un certain nombre de produits, l'emballage hermétique et l'absence artificielle de microbiote impliquent des risques d'intoxication extrêmement faibles. Par exemple, en France, en 2012, un yaourt stérilisé industriel conservé dans le point de vente au sein d'une vitrine réfrigérée, transporté dans un sac glacière et mis au réfrigérateur rapidement (donc sans rupture importante de la chaîne du froid) peut être raisonnablement consommé quelques jours après la DLC. Certains transformateurs de l'industrie agroalimentaire spécialisés dans le yaourt indiquent des DLC différentes selon qu'il est destiné à la métropole ou aux DOM-TOM ; ceci permet d'optimiser pour la métropole la fabrication et l'écoulement des stocks. Cette pratique a cependant été interdite par une loi de 2013.
Au Canada, aucune loi ne dicte l'utilisation à faire des produits périmés, ils peuvent être vendus et le retrait des tablettes n'est pas obligatoire.
Les glaneurs se nourrissent et vivent de cette exigence sanitaire en récupérant les produits administrativement périmés dans les poubelles, alors même que les associations caritatives n’ont pas le droit de les distribuer.
Les produits de moyenne et longue durée de conservation (90 jours et plus) ne sont pas visés par le règlement d'affichage de la date de péremption, quoique plusieurs transformateurs affichent tout de même une date limite sur leurs fabrications. 
Il ne faut pas confondre la DLC avec la date limite d'utilisation optimale (DLUO). Le terme DLUO disparaît dorénavant au profit du terme date de durabilité minimale (DDM).
Le terme « vendu jusqu’à » est similairement utilisé pour indiquer la date à partir de laquelle le produit aura dépassé sa « vie de rayon » et a pour but de s’assurer que les consommateurs n’achèteront pas sans le savoir des produits périmés. Parfois, le processus d’emballage contient des étiquettes pré-imprimées, ce qui rend impraticable l'écriture de la date « meilleur avant » en un endroit lisible. Dans ce cas, un terme comme « meilleur avant voir dessous » ou « meilleur avant voir couvercle » peut être imprimé sur le produit et la date inscrite sur un autre endroit comme indiqué. Ces termes sont occasionnellement critiqués pour mauvais usage de la langue.

### Dérives
- La remballe est parfois pratiquée par des commerçants peu scrupuleux [7].
- Les DLC trop strictes induisent parfois un gaspillage alimentaire, parce que les distributeurs ou les particuliers jettent un produit encore consommable sans risque[6].